# 야마구치 다이키
야마구치 다이키(일본어: 山口 大輝, 1997년 11월 2일~)는 일본의 축구 선수이다.

## 구단 경력
그는 2020년 일본 풋볼 리그의 이와키 FC에 입단했다. 2021년 일본 풋볼 리그 우승으로 J3리그로 승격했다. 2022년 J3리그 우승으로 J2리그로 승격했다.